# Squalicorax
 Squalicorax  („Hairabe“) ist eine ausgestorbene Gattung der Makrelenhaiartigen, die während der Kreidezeit gelebt hat. 
Wie die Mehrzahl der ausgestorbenen Haiarten ist Squalicorax vor allem in Form fossiler Zähne bekannt. Im US-Bundesstaat Kansas gelang jedoch ein Fund eines 1,9 Meter langen und im anatomischen Verbund erhaltenen Skeletts der Art S. falcatus. Die Gesamtlänge von S. pristodontus wurde anhand der Zahngröße auf bis zu fünf Meter geschätzt.
Die Zähne von Squalicorax hatten eine rechteckige Basis, die Krone hatte die Form eines Rosendorns und war fein gesägt. Sie ähnelten denen des rezenten Tigerhais. Wahrscheinlich war Squalicorax ein Raubfisch, doch lassen fossil erhaltene Zähne im Mittelfußknochen eines jungen Hadrosauriers sowie im Wirbel eines Mosasauriers vermuten, dass sich Squalicorax opportunistisch ernährte und auch Aas fraß.

## Arten
- Squalicorax dalinkevichiusi (Glikman & Shvazhaite 1971)
- Squalicorax falcatus (Agassiz 1843)
- Squalicorax kaupi (Agassiz 1843)
- Squalicorax primaevus (Dalinkevicius 1935)
- Squalicorax primigenius Landemaine 1991
- Squalicorax pristiodontus (Agassiz 1843)
- Squalicorax pristodontus (Agassiz 1843) (Typusart)
- Squalicorax volgensis Glikman 1971